# Marcel Moussy
Pour les articles homonymes, voir Moussy.
Marcel Moussy est un écrivain et cinéaste français né Marcel Paul Jean Moussy le 7 mai 1924 à Alger et mort le 10 août 1995 à Caen. Il est connu pour avoir adapté le film Les Quatre Cents Coups avec François Truffaut.

## Biographie
Professeur d'anglais durant quelques années, notamment au collège d'Étampes (Essonne), il se tourne vers le cinéma après avoir écrit ses quatre premiers romans. Il travaille alors comme scénariste pour la télévision en 1956, puis pour le cinéma où il collabore avec François Truffaut et enfin pour le théâtre.
En 1960, il réalise son premier film, Saint-Tropez Blues, avec Marie Laforêt et Jacques Higelin ; il tourne ensuite principalement pour la télévision.

## Filmographie

### Scénariste

#### Cinéma
- 1959 : La Sentence de Jean Valère
- 1959 : Les Quatre Cents Coups de François Truffaut
- 1960 : Tirez sur le pianiste de François Truffaut
- 1961 : Saint-Tropez Blues de lui-même
- 1963 : Ballade pour un voyou de Jean-Claude Bonnardot (dialogues)
- 1963 : Le Journal d'un fou de Roger Coggio (dialogues)
- 1966 : Paris brûle-t-il ? de René Clément (dialogues additionnels)
- 1966 : La Prisonnière d'Henri-Georges Clouzot (coscénariste)
- 1969 : Trois hommes sur un cheval de lui-même.

#### Télévision
- 1957 : Délinquance juvénile, Rien à louer, Étudiant en médecine, et Jeune fille de province, dans le cadre de l'émission Si c'était vous ?.
- 1964 : Les Indes noires de Marcel Bluwal
- 1965 : 22, avenue de la Victoire de Lui-même
- 1966 : Beaumarchais ou 60000 fusils de Marcel Bluwal
- 1966 : Palpitations de Lui-même.
- 1970 : Le Service des affaires classées
- 1973 : Le Maître de pension de Lui-même.
- 1977 : Le Confessionnal des pénitents noirs d'Alain Boudet
- 1978 : Les Héritiers : Épisode : L'Oncle Paul de la série
- 1984 : Série noire de Daniel Duval et Pierre Grimblat
- 1986 : Le Rire de Caïn de Lui-même.

### Réalisateur
- 1961 : Saint-Tropez Blues
- 1965 : 22, avenue de la Victoire
- 1966 : Palpitations
- 1967 : Quand la liberté venait du ciel
- 1969 : Agence Intérim, série télévisée
- 1969 : Trois hommes sur un cheval
- 1973 : Le Maître de pension
- 1975 : Trente ans ou La vie d'un joueur
- 1978 : La Corde au cou
- 1978 : Les Héritiers, épisode L'Oncle Paul
- 1979 : Orient-Express (feuilleton TV, épisode Hélène)
- 1981 : Arcole ou la terre promise
- 1986 : Le Rire de Caïn

## Publications

### Adaptation théâtrale
- 1946 : Mariana Pineda de Federico Garcia Lorca, mise en scène Sylvain Dhomme, Théâtre Charles de Rochefort
- 1971 : Une fille dans ma soupe de Terence Frisby (en), Théâtre des Célestins
- 1975 : La Sirène de l'oncle Sam de Neil Simon, mise scène Emilio Bruzzo, Théâtre Fontaine

### Roman
- 1952 : Le sang chaud
- 1954 : Arcole, ou, La terre promise, Table Ronde

- 1955 : Les Mauvais sentiments, Le Seuil. Rééd. anthologie Algérie, les romans de la guerre réunie par Guy Dugas. Omnibus, 2002.
- 1955 : Le Scieur de long de Marcel Moussy, Théâtre du Tertre
- 1960 : Babylonia, Seuil
- 1990 : Un parfum d'absinthes, Albin Michel

## Récompenses
- Grand Prix Littéraire de l'Algérie (1954)[1].

### Revue de presse
- Propos de Marcel Moussy recueillis par Anonyme, « M. Moussy. Le texte », Téléciné, no 121-122 spécial Télévision et Cinéma, Fédération des Loisirs et Culture Cinématographique (FLECC), Paris, 1965,  (ISSN 0049-3287).
- « Hommes et métiers du cinéma (1) : Marcel Moussy », Téléciné no 92, novembre-décembre 1960.
- Télémagazine no 181, 12-18 avril 1959.
- Jean-Jacques Camelin, entretien avec Marcel Moussy, Image et Son, no 142, juin 1961.